# Zikmund Jan Kapic
Zikmund Jan Kapic, O.Cist. (27. listopadu 1888, Klenčí pod Čerchovem – 5. září 1968 tamtéž) byl český římskokatolický duchovní, osecký cisterciák, po roce 1945 formální převor oseckého kláštera.

## Život

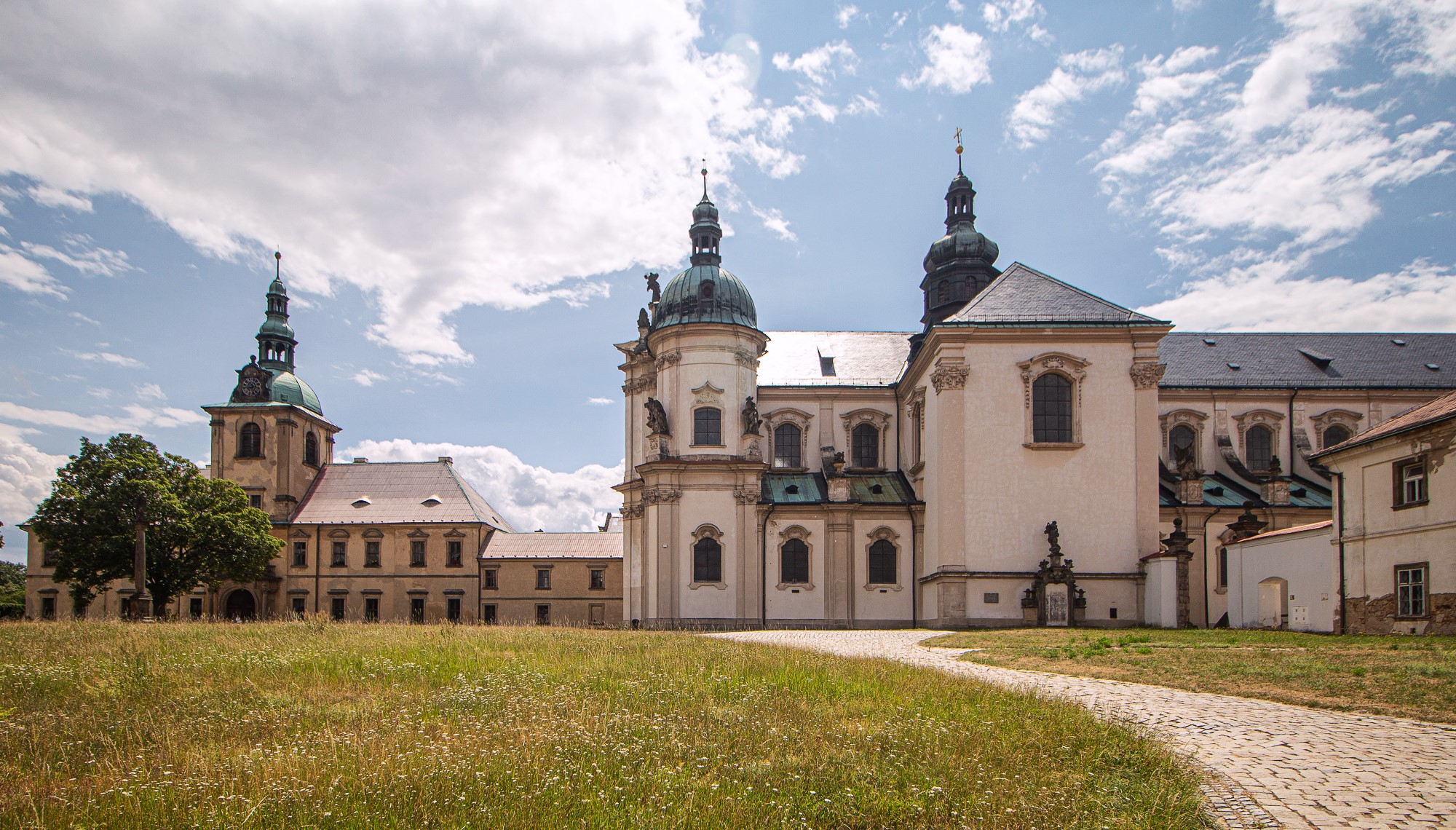
Cisterciácký klášter v Oseku

Narodil se v Klenčí pod Čerchovem v listopadu roku 1888. Vstoupil do cisterciáckého řádu v oseckém klášteře v severních Čechách, věčné sliby složil v září roku 1914 a v červenci následujícího roku byl vysvěcen na kněze. Po svěcení zůstal v Oseku, kde působil jako kaplan a katecheta. V letech 1936–1939 spravoval klášteru inkorporovanou farnost ve Vtelně u Mostu. Následně byl pro svůj český původ donucen odejít ze Vtelna (kde mu bylo i vyhrožováno smrtí) do středních Čech. Zde v letech 1939–1945 spravoval farnost Višňová u Příbrami (obec se v seriálu Chalupáři proslavila jako obec Třešňová).
V roce 1945 jej, krátce před svým internováním a odsunem do Německa, jmenoval osecký opat Eberhard Harzer převorem kláštera a snažil se jej prosadit do funkce národního správce klášterního majetku. Tento záměr nevyšel. Stal se tedy administrátorem oseckého děkanství a administrátorem ex currendo ve farnostech Hrob, Jeníkov a Košťany. V okolí svého někdejšího kláštera působil spolu s českým cisterciákem P. Nivardem Krákorou (který administroval původně řádovou farnost v Mariánských Radčicích) a Lužickým Srbem, P. Mickelem. Bydlel nadále v klášteře, který byl propůjčen salesiánům, a na základě formálního titulu převora mu byla přenechávána celebrace bohoslužeb o velkých svátcích. V roce 1950 nebyl jakožto řeholník internován (státní správou byl považován za "neškodného"). Byl však z Oseka přeložen do Bíliny, kde působil až do roku 1956.
V roce 1956 se přestěhoval na důchod do rodného Klenčí pod Čerchovem. Zde 5. září 1968 zemřel a byl zde i pohřben.